# Franz Jonas
Franz Josef Jonas (phát âm tiếng Đức: [fʀanʦ ˈjoːnas] ⓘ; 4 tháng 10 năm 1899 – 24 tháng 4 năm 1974) là chính trị gia người Áo. Ông giữ chức Tổng thống thứ 7 của Áo, giữa năm 1965 và năm 1974.